# Clitelloxenia marshalli
Clitelloxenia marshalli är en tvåvingeart som beskrevs av Schmitz 1938. Clitelloxenia marshalli ingår i släktet Clitelloxenia och familjen puckelflugor. Inga underarter finns listade i Catalogue of Life.